# Джибути на летних Олимпийских играх 1992
Джибути принимала участие в Летних Олимпийских играх 1992 года в Барселоне (Испания) в третий за свою историю, но не завоевала ни одной медали. Страну представляли 8 спортсменов, принимавших участие в соревнованиях по дзюдо, лёгкой атлетике и парусному спорту.

## Лёгкая атлетика
Спортсменов — 5
Мужчины
| Спортсмен        | Вид     | Забег     | Забег | Полуфинал | Полуфинал | Финал          | Финал     |
| Спортсмен        | Вид     | Результат | Место | Результат | Место     | Результат      | Место     |
| ---------------- | ------- | --------- | ----- | --------- | --------- | -------------- | --------- |
| Хуссейн Диама    | 1500 м  | 3.44,13   | 7     | Не прошёл | Не прошёл | Не прошёл      | Не прошёл |
| Мусса Сулейман   | 5000 м  | 14.28,77  | 13    | Не прошёл | Не прошёл | Не прошёл      | Не прошёл |
| Омар Дахер Гадид | 10000 м | 30.32,89  | 25    | Не прошёл | Не прошёл | Не прошёл      | Не прошёл |
| Ахмед Салах      | Марафон |           |       |           |           | 2:19.04        | 30        |
| Омар Абдиллахи   | Марафон |           |       |           |           | не финишировал | -         |

## Дзюдо
Спортсменов — 3
Мужчины
| Спортсмен           | Категория | 1/32               | 1/16                       | 1/8                  | 1/4                  | 1/2                  | 1-й доп. раунд       | Утешит. четвертьфинал | Утешит. полуфинал    | За 3 место           | Финал                |
| Спортсмен           | Категория | Соперник Результат | Соперник Результат         | Соперник Результат   | Соперник Результат   | Соперник Результат   | Соперник Результат   | Соперник Результат    | Соперник Результат   | Соперник Результат   | Соперник Результат   |
| ------------------- | --------- | ------------------ | -------------------------- | -------------------- | -------------------- | -------------------- | -------------------- | --------------------- | -------------------- | -------------------- | -------------------- |
| Юссеф Омар Исахак   | До 60 кг  | -                  | Пётр Камровский пор. иппон | Завершил выступление | Завершил выступление | Завершил выступление | Завершил выступление | Завершил выступление  | Завершил выступление | Завершил выступление | Завершил выступление |
| Алауи Мохамед Тахер | До 71 кг  | -                  | Шай-Орэн Смаджа пор. иппон | Завершил выступление | Завершил выступление | Завершил выступление | Завершил выступление | Завершил выступление  | Завершил выступление | Завершил выступление | Завершил выступление |

## Парусный спорт
Спортсменов — 1
| Класс        | Спортсмен      | Гонка | Гонка | Гонка | Гонка | Гонка | Гонка | Гонка | Гонка | Гонка | Гонка | Результат | Место |
| Класс        | Спортсмен      | 1     | 2     | 3     | 4     | 5     | 6     | 7     | 8     | 9     | 10    | Результат | Место |
| ------------ | -------------- | ----- | ----- | ----- | ----- | ----- | ----- | ----- | ----- | ----- | ----- | --------- | ----- |
| Лехнер А-390 | Роблех Али Аду | 32    | 40    | 38    | pms   | 30    | 37    | 35    | 39    | 38    | 33    | 376       | 39    |